# SN 1950B
SN 1950B var en supernova som upptäcktes den 15 mars 1950 i Messier 83, eller Södra Vindsnurregalaxen, i Vattenormens stjärnbild. Den upptäcktes av den mexikanske astronomen Guillermo Haro och hade som högst visuell magnitud +14,5.